# Lisa Vegas
Lisa Vegas var en dansk musikgruppe, dannet i 2003 af guitaristen Steffen Pedersen (nu Steffen Nordenstam) og sangerinden/guitaristen Lisa Bianca Søndergaard. Den oprindelige plan var, at gruppen skulle være en trio med tilknyttede musikere på bas og klaver. Gruppen blev dog hurtigt en kvintet, der udover de to stiftere bestod af Thomas Holl (trommer), Anders Larsen (bas, kor) og Anne Mette Roest Sørensen (tangenter, kor).

I 2005 udgav de EP'en 'Time Stopped for 50 Seconds and then…', der bestod af en blanding af rock, singer/songwriter-pop, folk, blues, country krydret med moderat støj og James Bond touch.
Efter udgivelsen tog tingene fart for bandet som i 2006 bl.a. gæstede SPOT 12, Roskilde Festival og Vega.
I 2007 stoppede Anne-Mette Roest Sørensen, Steffen Pedersen og Anders Larsen af personlige grunde, hvilket resulterede i at Torben Guldager Rasmussen fik tjansen som tangentspiller, guitarist og medkomponist, Rasmus Skovgaard blev guitarist og Thomas Nielsen blev bassist.
Efter den sidste koncert i Kongens Have for 10.000 mennesker valgte bandet i 2009 at gå hver til sit.

## Diskografi

### Albums
- 2005: Time Stopped For 50 Seconds and Then..., EP